# Buzura johannaria
Buzura johannaria là một loài bướm đêm trong họ Geometridae.